# Akermenka
Akermenka (del ruso: Аккерменка) es un jútor del raión de Krymsk del krai de Krasnodar, en Rusia. Está situado en la cabecera de los ríos  Psebeps y Jobza, tributarios del río Adagum, afluente por la izquierda del río Kubán, en las inmediaciones de su delta, 27 km al noroeste de Krymsk y 102 km al oeste de Krasnodar. Tenía 25 habitantes en 2010
Pertenece al municipio Adagúmskoye.